# 513 Centesima
Centesima (asteroide 513) é um asteroide da cintura principal com um diâmetro de 50,15 quilómetros, a 2,7832029 UA. Possui uma excentricidade de 0,0784204 e um período orbital de 1 916,96 dias (5,25 anos).
Centesima tem uma velocidade orbital média de 17,13905019 km/s e uma inclinação de 9,71732º.
Este asteroide foi descoberto em 24 de Agosto de 1903 por Max Wolf.